# Saison 1974-1975 des Celtics de Boston
La saison 1974-1975 des Celtics de Boston est la 29e saison de la franchise américaine de la National Basketball Association (NBA).

## Draft
| Tour | Rang | Joueur         | Position | Nationalité | Provenance       |
| ---- | ---- | -------------- | -------- | ----------- | ---------------- |
| 1    | 17   | Glenn McDonald | SF       | États-Unis  | Long Beach State |
| 2    | 35   | Kevin Stacom   | SG       | États-Unis  | Providence       |
| 5    | 89   | Ben Clyde      | F        | États-Unis  | Florida State    |
| 9    | 160  | Al Skinner     | G        | États-Unis  | Massachusetts    |

## Classement de la saison régulière
| Conférence Est | Conférence Est              | Conférence Est | Conférence Est | Conférence Est |
| No             | Franchise                   | Vic.           | Déf.           | PCT            |
| -------------- | --------------------------- | -------------- | -------------- | -------------- |
| 1              | Celtics de Boston           | 60             | 22             | 73.2           |
| 2              | Bullets de Washington       | 60             | 22             | 73.2           |
| 3              | Braves de Buffalo           | 49             | 33             | 59.8           |
| 4              | Rockets de Houston          | 41             | 41             | 50.0           |
| 5              | Knicks de New York          | 40             | 42             | 48.8           |
|                |                             |                |                |                |
| 6              | Cavaliers de Cleveland      | 40             | 42             | 48.8           |
| 7              | 76ers de Philadelphie       | 34             | 48             | 41.5           |
| 8              | Hawks d'Atlanta             | 31             | 51             | 37.8           |
| 9              | Jazz de La Nouvelle-Orléans | 23             | 59             | 28.0           |

| Division Atlantique   | V  | D  | PCT  | GB |
| --------------------- | -- | -- | ---- | -- |
| Celtics de Boston     | 60 | 22 | 73.2 | -  |
| Braves de Buffalo     | 49 | 33 | 59.8 | 11 |
| Knicks de New York    | 40 | 42 | 48.8 | 20 |
| 76ers de Philadelphie | 34 | 48 | 41.5 | 26 |

## Effectif
| Numéro | Joueur         | Position | Provenance             |
| ------ | -------------- | -------- | ---------------------- |
| 10     | Jo Jo White    | PG       | Kansas                 |
| 12     | Don Chaney     | SG       | Houston                |
| 17     | John Havlicek  | SF       | Ohio State             |
| 18     | Dave Cowens    | C        | Florida State          |
| 19     | Don Nelson     | SF       | Iowa                   |
| 20     | Phil Hankinson | SF       | Penn                   |
| 27     | Kevin Stacom   | SG       | Holy Cross, Providence |
| 29     | Hank Finkel    | C        | Dayton                 |
| 30     | Glenn McDonald | SF       | Cal State Long Beach   |
| 32     | Steve Downing  | C        | Indiana                |
| 33     | Ben Clyde      | SF       | Florida State          |
| 34     | Jim Ard        | C        | Cincinnati             |
| 35     | Paul Silas     | PF       | Creighton              |
| 44     | Paul Westphal  | SG       | USC                    |

## Playoffs

### Premier tour
Les Celtics sont exemptés du premier tour.

### Demi-finale de conférence
(1) Celtics de Boston vs. (4) Rockets de Houston : Boston remporte la série 4-1
- Game 1 @ Boston : Boston 123, Houston 106
- Game 2 @ Boston : Boston 112, Houston 100
- Game 3 @ Houston : Houston 117, Boston 102
- Game 4 @ Houston : Boston 122, Houston 117
- Game 5 @ Boston : Boston 128, Houston 115

### Finale de conférence
(1) Celtics de Boston vs. (2) Bullets de Washington : Boston s'incline dans la série 4-2
- Game 1 @ Boston : Washington 100, Boston 95
- Game 2 @ Washington : Washington 117, Boston 92
- Game 3 @ Boston : Boston 101, Washington 90
- Game 4 @ Washington : Washington 119, Boston 108
- Game 5 @ Boston : Boston 103, Washington 99
- Game 6 @ Washington : Washington 98, Boston 92

## Statistiques

### Saison régulière
| Joueur         | Matchs | Min/m. | % Tir | % LF | Rbds/m. | Pass/m. | Int/m. | Ctrs/m. | Pts/m. |
| -------------- | ------ | ------ | ----- | ---- | ------- | ------- | ------ | ------- | ------ |
| Jim Ard        | 59     | 12.2   | .335  | .738 | 3.4     | 0.7     | 0.2    | 0.5     | 3.8    |
| Don Chaney     | 82     | 26.9   | .428  | .806 | 4.5     | 2.2     | 1.5    | 0.8     | 9.5    |
| Ben Clyde      | 25     | 6.3    | .431  | .778 | 1.6     | 0.2     | 0.2    | 0.1     | 2.8    |
| Dave Cowens    | 65     | 40.5   | .475  | .783 | 14.7    | 4.6     | 1.3    | 1.1     | 20.4   |
| Steve Downing  | 3      | 3.0    | .000  | .000 | 0.7     | 0.0     | 0.0    | 0.0     | 0.0    |
| Hank Finkel    | 62     | 8.4    | .403  | .535 | 1.8     | 0.5     | 0.1    | 0.0     | 2.0    |
| Phil Hankinson | 3      | 8.0    | .545  |      | 2.3     | 0.7     | 0.3    | 0.0     | 4.0    |
| John Havlicek  | 82     | 38.2   | .455  | .870 | 5.9     | 5.3     | 1.3    | 0.2     | 19.2   |
| Glenn McDonald | 62     | 6.4    | .385  | .757 | 1.1     | 0.4     | 0.1    | 0.1     | 2.7    |
| Don Nelson     | 79     | 26.0   | .539  | .827 | 5.9     | 2.3     | 0.4    | 0.2     | 14.0   |
| Paul Silas     | 82     | 32.5   | .417  | .709 | 12.5    | 2.7     | 0.7    | 0.3     | 10.6   |
| Kevin Stacom   | 61     | 7.3    | .453  | .879 | 0.9     | 0.8     | 0.2    | 0.0     | 2.8    |
| Paul Westphal  | 82     | 19.3   | .510  | .763 | 2.0     | 2.9     | 1.0    | 0.4     | 9.8    |
| Jo Jo White    | 82     | 39.3   | .457  | .834 | 3.8     | 5.6     | 1.6    | 0.2     | 18.3   |

### Playoffs
| Joueur         | Matchs | Min/m. | % Tir | % LF | Rbds/m. | Pass/m. | Int/m. | Ctrs/m. | Pts/m. |
| -------------- | ------ | ------ | ----- | ---- | ------- | ------- | ------ | ------- | ------ |
| Jim Ard        | 5      | 2.8    | .125  |      | 0.4     | 0.2     | 0.0    | 0.2     | 0.4    |
| Don Chaney     | 11     | 26.7   | .457  | .793 | 3.5     | 1.9     | 1.9    | 0.5     | 10.8   |
| Dave Cowens    | 11     | 43.5   | .428  | .885 | 16.5    | 4.2     | 1.6    | 0.5     | 20.5   |
| Hank Finkel    | 7      | 3.6    | .429  | .600 | 0.9     | 0.6     | 0.0    | 0.0     | 1.3    |
| Phil Hankinson | 2      | 1.5    | .333  |      | 1.0     | 0.0     | 0.0    | 0.0     | 1.0    |
| John Havlicek  | 11     | 42.2   | .432  | .868 | 5.2     | 4.6     | 1.5    | 0.1     | 21.1   |
| Glenn McDonald | 6      | 5.0    | .167  | .333 | 1.0     | 0.3     | 0.2    | 0.0     | 0.8    |
| Don Nelson     | 11     | 24.9   | .564  | .902 | 4.1     | 2.4     | 0.2    | 0.2     | 15.4   |
| Paul Silas     | 11     | 36.8   | .457  | .640 | 11.8    | 3.6     | 1.1    | 0.2     | 9.1    |
| Kevin Stacom   | 4      | 1.8    | .000  |      | 0.0     | 0.3     | 0.0    | 0.0     | 0.0    |
| Paul Westphal  | 11     | 16.6   | .469  | .667 | 1.2     | 2.9     | 0.5    | 0.2     | 8.0    |
| Jo Jo White    | 11     | 42.0   | .441  | .818 | 4.5     | 5.7     | 1.0    | 0.4     | 20.6   |

## Récompenses
- John Havlicek, All-NBA Second Team
- Dave Cowens, All-NBA Second Team
- Jo Jo White, All-NBA Second Team
- John Havlicek, NBA All-Defensive First Team
- Paul Silas, NBA All-Defensive First Team
- Dave Cowens, NBA All-Defensive Second Team
- Don Chaney, NBA All-Defensive Second Team